# Вир (водоспад)
Вир — водоспад на річці Гірський Тікич. Розташований у Маньківському районі Черкаської області, в смт Буки. 
Висота водоспаду 2 м. Утворений у місці, де Гірський Тікич перетинає скельний масив протерозойських гранітів. Нижче водоспаду починається Буцький каньйон. 
Водоспад має штучне походження — він був частиною гідротехнічних споруд Буцької ГЕС. Поруч з водоспадом збереглися кам'яні руїни старого водяного млина XIX ст. 
У 1972 році водоспад Вир отримав статус гідрологічної пам'ятки природи місцевого значення рішенням Черкаського облвиконкому від 27.06.1972 р. № 367. Землекористувач або землевласник, у віданні якого знаходиться заповідний об'єкт — Буцька селищна рада.

## Галерея

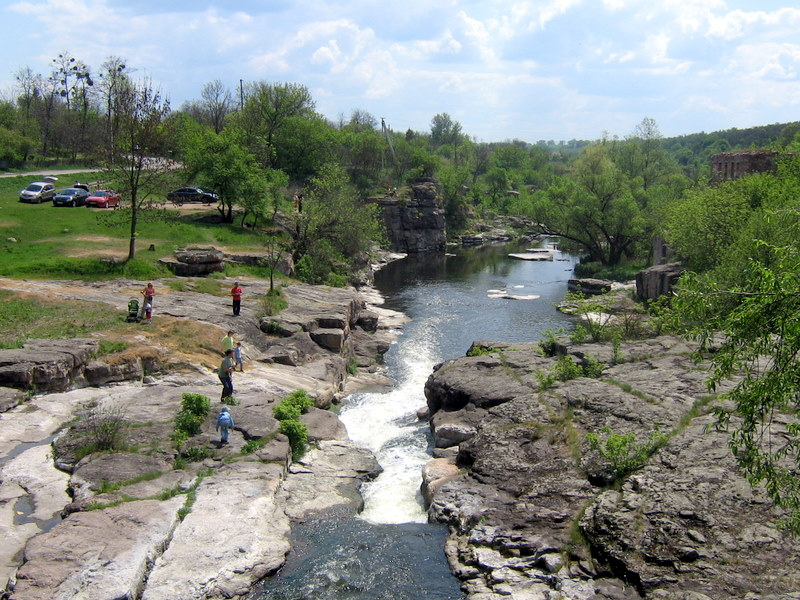
Вигляд на водоспад з мосту через Гірський Тікич
Вигляд знизу
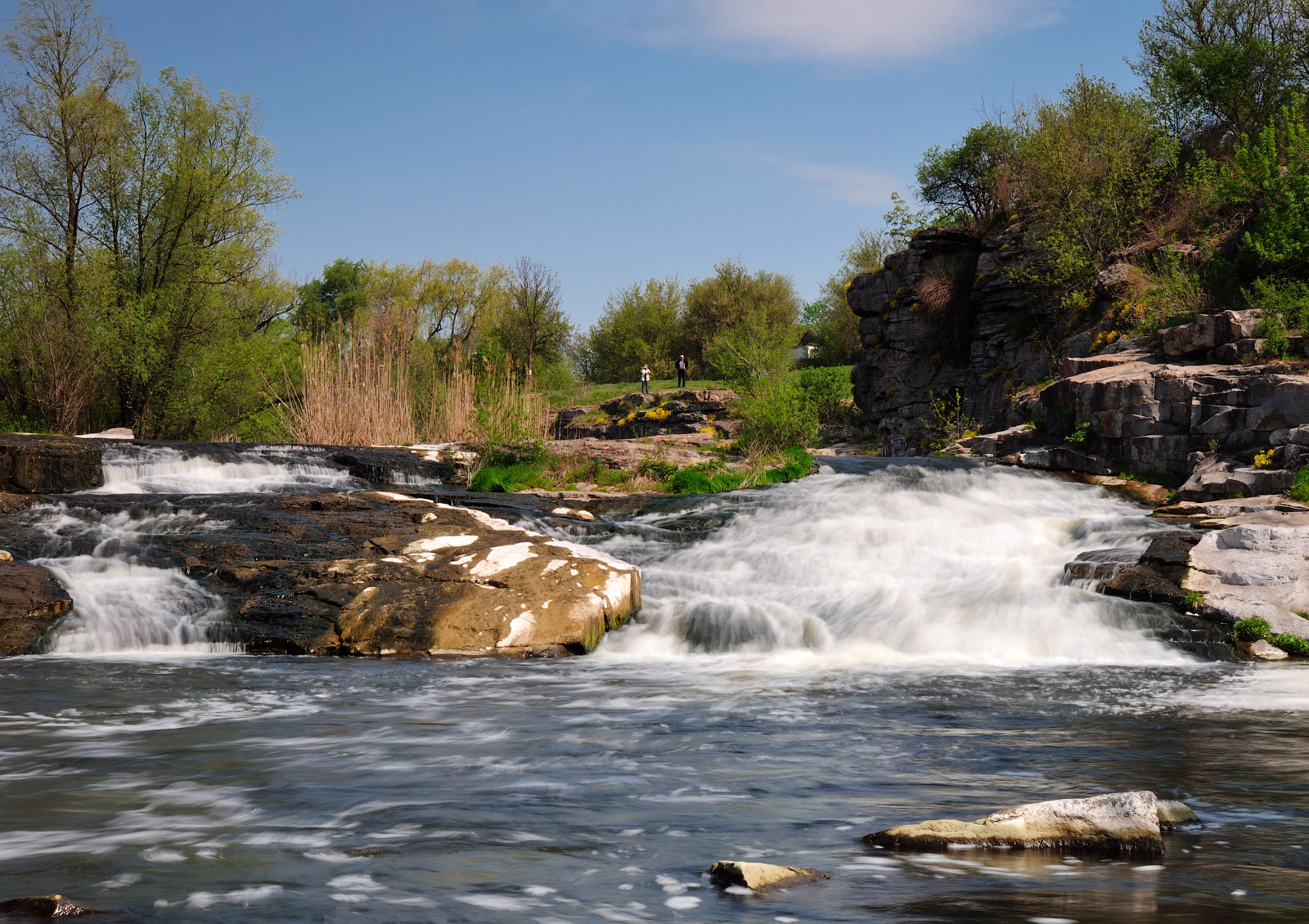
Вигляд знизу